# Tademaït
Tademaït es una región natural en el desierto del Sahara justo en el centro de Argelia . Se encuentra al norte de In Salah y al sur del Gran Erg Occidental en el distrito de Adrar de la provincia de Adrar , el distrito de El Ménia de la provincia de Ghardaïa y el extremo norte de la provincia de Tamanrasset . Es uno de los lugares del desierto del Sahara donde el calor del verano es más extremo.

## Geografía
El Tademaït es una meseta rocosa compuesta de terreno cretáceo con una pendiente general hacia el noreste. Es un área extremadamente seca e hiperárida con un clima desértico cálido ( clasificación climática de Köppen BWh ), ya que la región está prácticamente sin lluvias durante todo el año y tiene veranos largos y extremadamente calurosos e inviernos cortos y muy cálidos. Se encontró un meteorito en Tademaït en noviembre de 2002.